# Robert Haas (Liedermacher)
Robert Haas (* 12. Januar 1964 in Kempten (Allgäu)) ist ein Komponist und Liedermacher für Kinderlieder, Neue Geistliche Lieder und Instrumentalmusik.

## Leben
Robert Haas besuchte das Carl-von-Linde-Gymnasium Kempten und spielte schon als Schüler in einer Band. Er studierte Theologie an der Ludwig-Maximilians-Universität München und arbeitet in der Diözese Augsburg als Familienseelsorger und im Amt für Kirchenmusik. Zahlreiche Lieder entstanden mit dem Kinderbuchautor Rolf Krenzer und dem Autor Hermann Eimüller u. a. Bei vielen Veranstaltungen auf Stadtfesten und Kirchentagen spielte sein Ensemble Robert Haas. Zu diesem Ensemble zählen renommierte Musiker und Sängerinnen mit internationalen Auszeichnungen. Rundfunk- und Fernsehaufnahmen.

## Werke
- Weihnachtshörbuch Das Wunder dieser Nacht. mit Walter Sittler, Mariele Millowitsch, Rosel Zech, Wolfgang Stumph, Michael Mendl, u. a.
- Pilger-Hörbuch Wie mit neuen Augen. Verlag Butzon & Bercker, mit Abtprimas Notker Wolf, Rom, und Norbert Becker
- Kleine Tafelmusik. Kösel Verlag, München empfohlen von Alfons Schuhbeck (3-Gänge Menü im Booklet)
- Hörbuch Himmelswege. mit Armin Maiwald, Hardy Krüger jr. Karl Kardinal Lehmann, Peter Sodann, Nadja Uhl, u. a.
- Hörbuch Gänsehaut. Lebenshilfe-Verlag, Marburg mit Günther Jauch, Hardy Krüger jr. u. a.
- Klangreisen. Kösel Verlag, München
- Ich bin mit dabei! Hörbuch für Kinder. mit Jutta Speidel, Ralf Bauer, Armin Maiwald u. a. Robert Haas Musikverlag
- Bei uns haust der Klabautermann. Kösel Verlag, München
- pessachpassion. Robert Haas Musikverlag
- in gottes gutem namen: Robert Haas Musikverlag
- Jesus lädt uns ein. Lahn Verlag
- Es scheint die helle Sonne. Lahn Verlag
- Kommt, wir feiern!. Verlag Vandenhoeck & Ruprecht
- Meine bunte Kinderwelt. Robert Haas Musikverlag
- Mitten in der Weihnachtsnacht. Persen Verlag, Hamburg
- Begegnung - die schönsten NGL von Robert Haas. Robert Haas Musikverlag
- Liederbuch. Robert Haas Musikverlag
- Weil du da bist - ein Kinder-Gotteslob. Verlag Butzon & Bercker
- auf goldgrund - Kantate zum Bad Wildunger Flügelaltar. Robert Haas Musikverlag
- Was für ein Gewimmel mit Rosemarie Fendel, Ralph Caspers, Ulrike Kriener, Marc Bator, Jutta Richter, Michael Mendl, Jo Weil u. a.
- Wann fängt Weihnachten an? (Text: Rolf Krenzer - Musik: Robert Haas) Robert Haas Musikverlag
- Wir bringen die Brot und Wein Neue Lieder zur Erstkommunion - Robert Haas Musikverlag/Lahn Verlag
- Wie lieb ich dich hab mit Jutta Richter, Christian Jungwirth, Susanne Weichselbaumer und Armin Maiwald - Robert Haas Musikverlag
- Wir entdecken das Ostergeheimnis mit Christine Urspruch, Matthias Habich, Michael Mendl, Nina Ruge, Armin Maiwald, Nadja Uhl, Willi Hagemeier und Jutta Speidel - Robert Haas Musikverlag
- Unser Jahr ist kunterbunt Lieder für den Jahreskreis - Robert Haas Musikverlag/Lahn Verlag
- Klangreisen 2 - die neue Instrumental-CD zum Träumen und Meditieren (Robert Haas - Piano, Markus Kerber - Flöten und Saxophone, Evelyn Huber - Harfe, Andreas Kerber - Gitarre) - Robert Haas Musikverlag
- Und aufs Neue wünsch ich dir - Messe nach Texten von Eugen Eckert und Lied-CD - Robert Haas Musikverlag (auch Chorstimme erhältlich)
- Gesegnet - Wunsch- und Segenslieder für Band und Chor nach Texten von Eugen Eckert, Georg Schwikart und Robert Haas - Robert Haas Musikverlag (auch Chorstimme erhältlich)
- Du lädst uns ein - Messe für dreistimmigen Chor nach Texten von Markus Ehrhardt. Uraufführung in der Lateranbasilika in Rom. Robert Haas Musikverlag (Chorstimme und Gesamtpartitur erhältlich)
- Einfach feiern - Messe in einfacher Sprache nach Texten von Jochen Straub - Robert Haas Musikverlag in Kooperation mit Bistum Limburg und der dt. Bischofskonferenz
- Fra Francesco - dreistimmige Franziskusmesse für Chor und Band (CD und Chorstimmen erhältlich) Robert Haas Musikverlag